# Datah
Datah is een bestuurslaag in het regentschap Karangasem van de provincie Bali, Indonesië. Datah telt 7703 inwoners (volkstelling 2010).